# Царевич, Марио
Марио Царевич (хорв. Mario Carević; род. 29 марта 1982, Макарска, Сплитско-Далматинская жупания) — хорватский футболист, полузащитник и тренер. В настоящее время главный тренер клуба «Горица» (Велика-Горица).

## Клубная карьера
Царевич начал свою профессиональную карьеру в клубе «Хайдук» из Сплита, где отыграл пять сезонов, после чего переехал в Саудовскую Аравию, присоединившись к «Аль-Иттихаду» (Джидда). Позже он провёл сезон в Германии, играя за команду Бундеслиги «Штутгарт», а затем на правах годичной аренды вернулся в «Хайдук» в 2006 году. Сезон 2007/2008 провёл в «Локерене» из первого дивизиона Бельгии. В 2010 году он присоединился к «Кортрейку», который в сезоне 2011/2012 отдал его в аренду в «Маккаби» из Петах-Тиквы.

## Карьера за сборную
Царевич дебютировал за национальную сборную Хорватии в 2003 году в товарищеском матче против сборной Македонии. Хотя он регулярно выступал за юношеские и молодёжные сборные Хорватии (от 15 до 21 года), за взрослую сборную он сыграл лишь один раз.

## Карьера тренера
В сентябре 2018 года Царевич присоединился к клубу «Хайдук» (Сплит) в качестве помощника тренера, недавно назначенного тренерского штаба под руководством менеджера Зорана Вулича. В прошлом Царевич был футболистом под руководством Вулича, который был наиболее часто используемым. В конце ноября 2018 года Вулич был уволен, а Царевич покинул состав клуба.
1 мая 2019 года Царевич был назначен главным тренером клуба «Хрватски Драговоляц» после ухода Крешимира Сунара. Он покинул клуб в следующем месяце после четырех игр под его руководством с результатом в одну победу, одну ничью и два поражения.
Через месяц после ухода из «Хрватски Драговоляц» он стал помощником тренера Огнена Вукоевича в тренерском штабе сборной Хорватии (до 20).
В сентябре 2020 года был назначен главным тренером «Рудеша», играющего в Второй лиги Хорватии. Царевич был уволен 22 марта 2021 года. Вскоре стал тренировать «Вараждин», но всего после шести игр в сентябре 2021 года Царевич был уволен с поста главного тренера клуба, но в том же месяце вернулся в Словению, чтобы тренировать «Крку».

## Достижения

### «Хайдук»
- Чемпион Хорватии: 2003/04
- Обладатель Кубка Хорватии: 2002/03
- Обладатель Суперкубка Хорватии: 2004